# Babeta (construcción)
En Argentina y en Uruguay, se llama babeta a la terminación de la membrana aislante hidrófuga de los techos, en su encuentro con los muros o cargas perimetrales. Confeccionada principalmente en chapa (chapa galvanizada y realizada por un zinguero o especialista artesano), se coloca en los techos, en la parte de mayor pendiente, embutida por uno de sus extremos en la pared, y protegiendo así la unión de la chapa y la pared, para evitar filtraciones de agua al interior de la vivienda.
En construcciones previas a los años 60, las losas de hormigón armado se armaban con barras de refuerzo de acero de secciones mayores (menos barras de secciones mayores), en comparación con la forma en la que se arman hoy en día (más barras de menores diámetros), aunque se mantuviera la cuantía de hierro. Las losas de hormigón armado dilataban generando fisuras por esfuerzo cortante entre la mampostería y la losa de techo, que eran imposibles de sellar con los materiales disponibles en la época. La babeta actuaba como paraguas que impedía el ingreso de agua por la grieta que se generaba entre la losa de techo y el muro de mampostería.[cita requerida]
- Datos: Q5715944